# Chiesa di San Martino a Sezzate
La chiesa di San Martino a Sezzate si trova nel comune di Greve in Chianti, in provincia di Firenze.

## Storia
Compare già nei documenti del secolo XII. Era sotto il patronato della famiglia Bardi.
Scipione di Jacopo Bardi fece una donazione alla chiesa di San Martino a Sezzate nel 1593, come si legge nell'iscrizione posta sotto la mensa dell'altare maggiore.
Nel 1605 il pievano Giovan Battista Anichini rifece l'altare e commissionò il dipinto Presentazione di Gesù al Tempio, attribuito alla Scuola fiorentina del XVII secolo. Vicino a questo dipinto compare lo stemma del pievano, monte a sei cime, con tre pigne d'oro, in campo azzurro.
Nella chiesa c'è una pianeta in damasco verde, con disegno a maglie ogivali, formate da una serie di tralci verticali arricciolati, che hanno al centro un mazzo di fiori. Questa pianeta, attribuita alla Manifattura toscana del secolo XVII, reca in basso l'arme dei Bardi di Vernio, scaccata di rosso, inquartata con l'arme degli Strozzi, raffigurata da tre crescenti. È uno stemma matrimoniale che fa riferimento alle nozze di Carlo Bardi, figlio di Ottaviano, nel 1601 con Maria Maddalena, figlia del senatore Piero Strozzi, la quale morì nel 1613; Carlo Bardi morì il 4 aprile 1646.